# Skallberget-Vega
Skallberget-Vega är ett bostadsområde i norra Västerås. Området består av delarna Biskopsängen, Hovdestalund, Nordanby, Rocklunda, Skallberget, Tunby och Vega. Området avgränsas av Svartån, Norrleden, Riksväg 56 (Bergslagsvägen) och E18.
Skallberget bebyggdes under 1940-talet, huvudsakligen med lamellhus.
Skallberget gränsar bland annat till stadsdelen Gideonsberg. Befolkningen i området Skallberget/Vega uppgick 2009-12-31 till 5 088 personer, av dessa hade 63 procent (3754 personer) utländsk bakgrund. 2009-10-31 var totalt 16 procent av befolkningen arbetslösa. 735 personer hade området som sin arbetsplats. Medelinkomsten under 2008 var 219 318 kr. 247 familjer i området fick försörjningsstöd 2008. 53 procent av familjerna hade ingen bil. Den vanligaste boendeformen är hyresrätt (58%).
I stadsdelen finns bland annat Västerås vattentorn.
På Skallberget finns ett sjuttiotal 3 000 år gamla hällristningar kartlagda av antikvarien Örjan Hermansson för Västmanlands läns museum. Många av dem är svåra att se med blotta ögat. Hermansson tror att Skallberget kan ha varit det ursprungliga centrumet i Västerås.